# Permoník

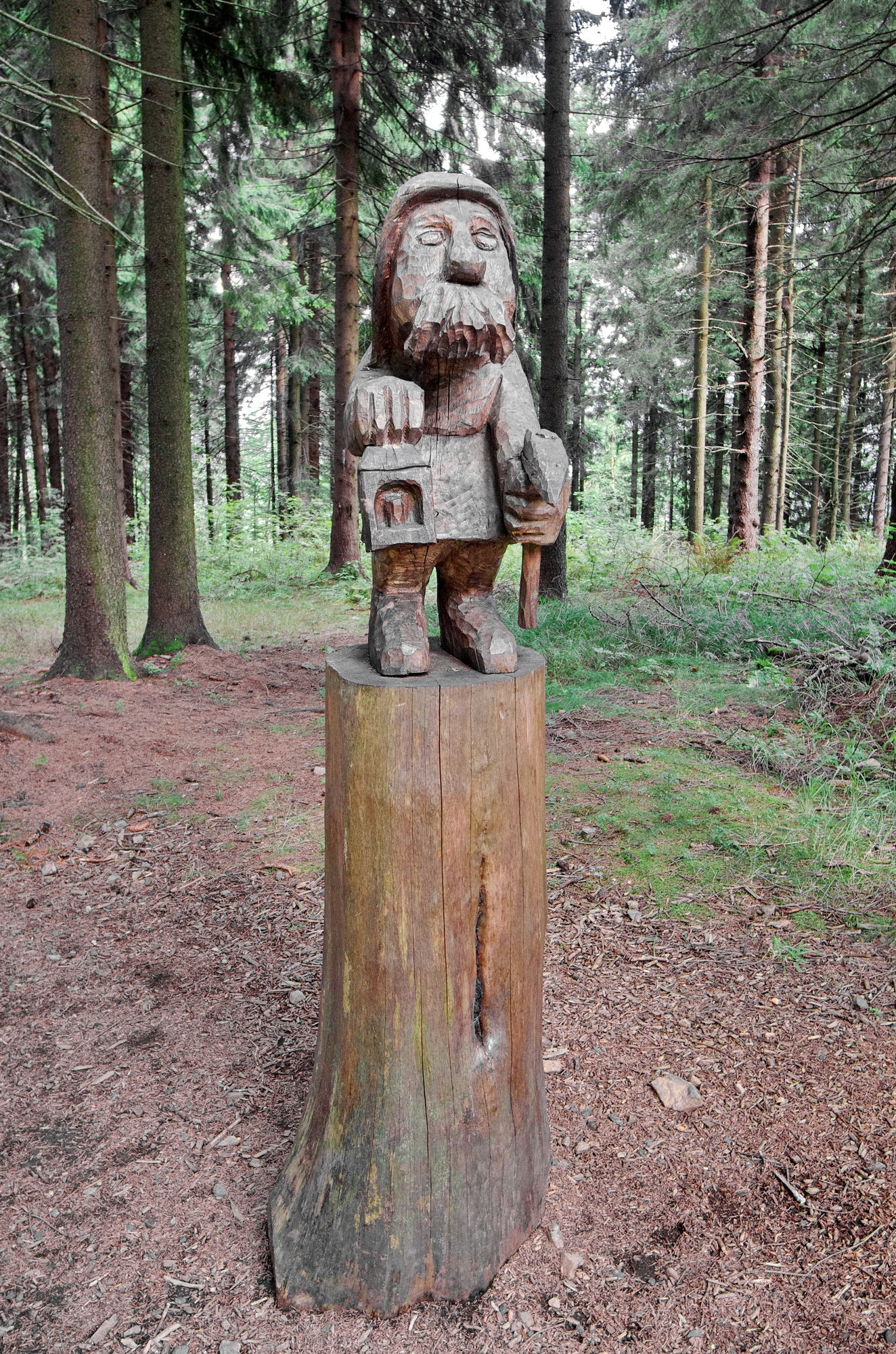
Socha perkmona ze Stezky krušnohorských pověstí na Plešivci

Permoník je v českém a slovenském folklóru démon obývající a střežící doly. Věřilo se na ně především v hornických oblastech jako je Kladensko, Příbramsko, Kutnohorsko a Oslavansko. Nejbližšími protějšky permoníků jsou různí horští a důlní duchové u jiných slovanských národů a polští a lužickosrbští ludkové, jako lútkové jsou někdy označováni i na Slovensku. Splývají také s trpaslíky, skřítky a koboldy.
Slovo permoník je odvozeno z německého Bergmännchen („důlní mužíček“) a objevuje se v řadě variant: permon, perkmon, pergmon (Příbram) nebo perkmont (Jílové). Z taktéž německého Berggeist „důlní duch“ pochází označení perkajst užívané na Kladensku. Jinde se objevují jména nevycházející z němčiny, například důlní duch na Jáchymovsku a skarbnik, pustecký, fantana, sosna a klimek na slezském Ostravsku.
Permoníci se vyznačují velkou hlavou, širokými plecemi a krátkýma nohama, oblečeni jsou jako horníci a v ruce nosí svítilnu. Svým objevením ohlašují neštěstí, ale také to může znamenat nález žíly drahého kovu a slyšet je pracovat nosí štěstí. Když horník permoníka potkal, měl jej pozdravit hlasitým a okamžitým „Zdař Bůh“, a pokud mu tato bytost vstoupila do cesty a odmítala uhnout, měl ji podlézt mezi nohama. Šlo si je naklonit obětinami a dodržováním hornických zvyků, rozzlobit je šlo především pískáním a jiným hlukem nebo nerespektováním jejich příkazů a zákazů.